# 新治里山公園
新治里山公園（にいはるさとやまこうえん）は、神奈川県横浜市に位置する都市公園（総合公園）である。新治市民の森に隣接しており、2009年（平成21年）4月24日に一部エリアがオープンした。

## 主な施設
- にいはる里山交流センター
- 古民家（母屋、長屋門、土蔵、納屋）